# Amorphis
Amorphis är ett finländskt heavy metal-band som bildades under hösten 1990, med dragningar åt death- doom- och folkmetal.

## Medlemmar

### Nuvarande medlemmar
- Jan Rechberger – trummor (1990–1995, 2002– ), keyboard (1992–1993)
- Esa Holopainen – sologitarr (1990– )
- Tomi Koivusaari – rytmgitarr (1990– ), sång (1990–1997, 2010)
- Santeri Kallio – keyboard (1999– )
- Olli-Pekka "Oppu" Laine – basgitarr (1990–2000, 2017–)
- Tomi Joutsen – sång (2004– )

### Bildgalleri

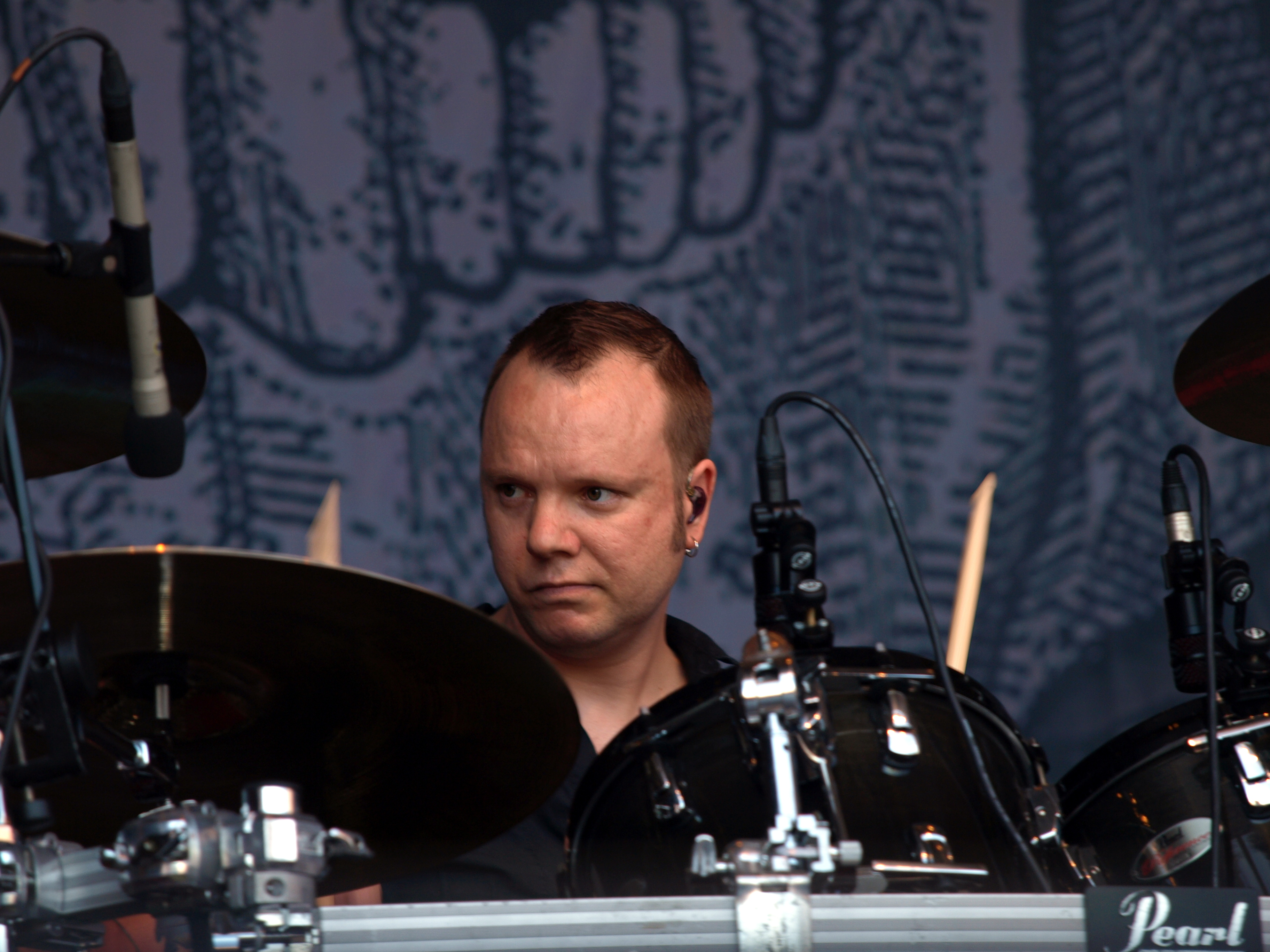
Jan Rechberger på Tuska Open Air 2013
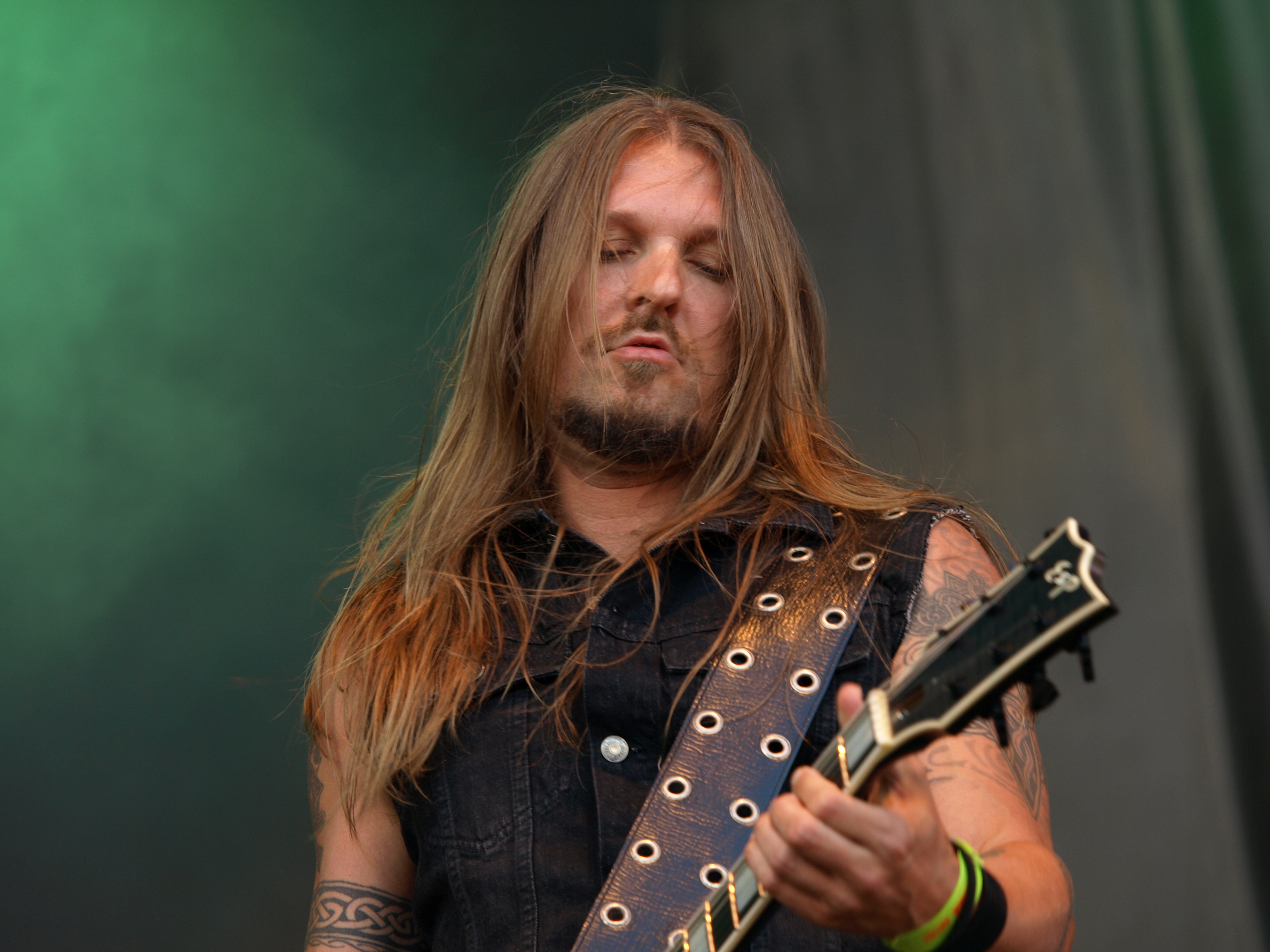
Esa Holopainen på Tuska Open Air 2013
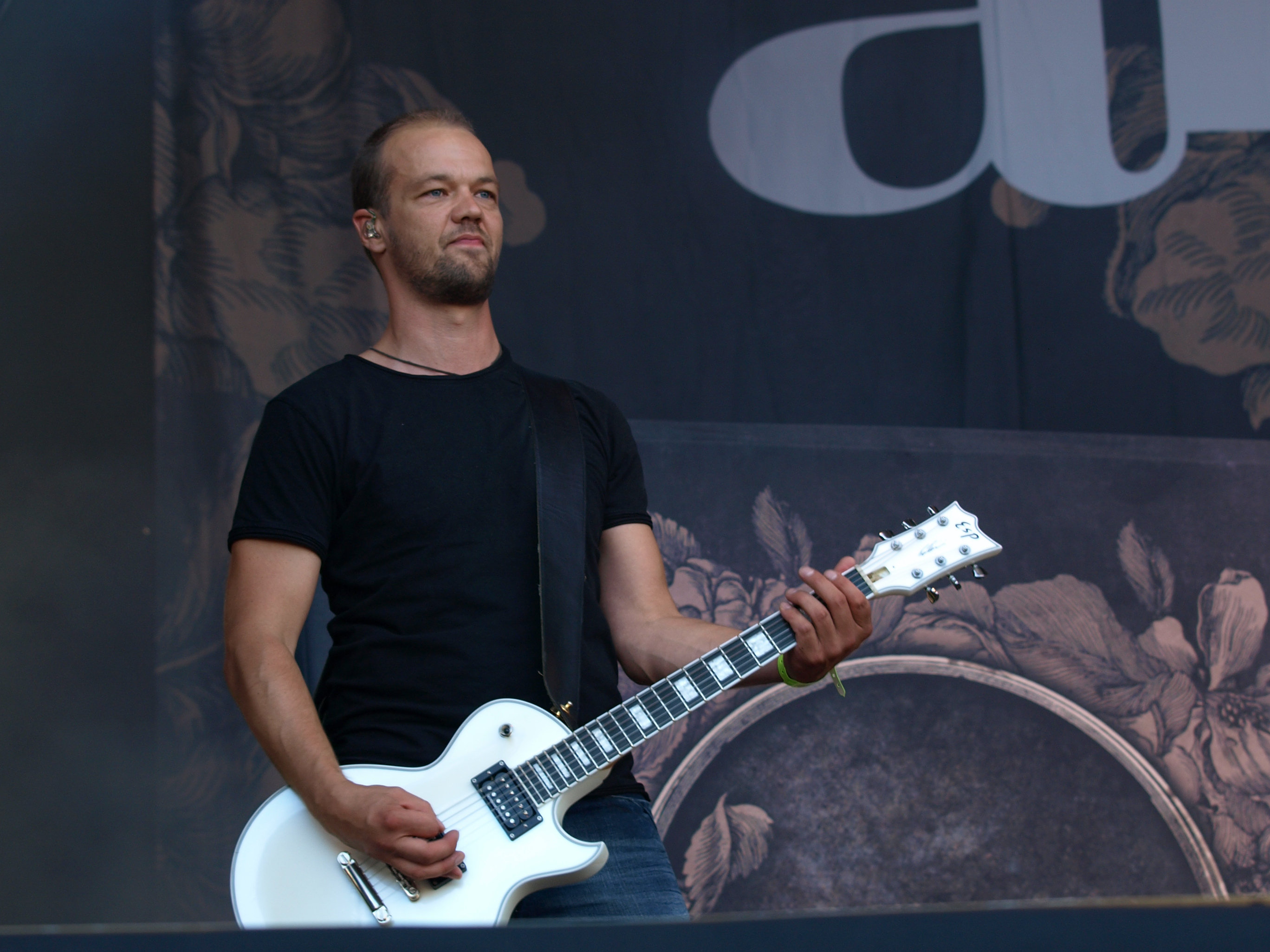
Tomi Koivusaari på Tuska Open Air 2013
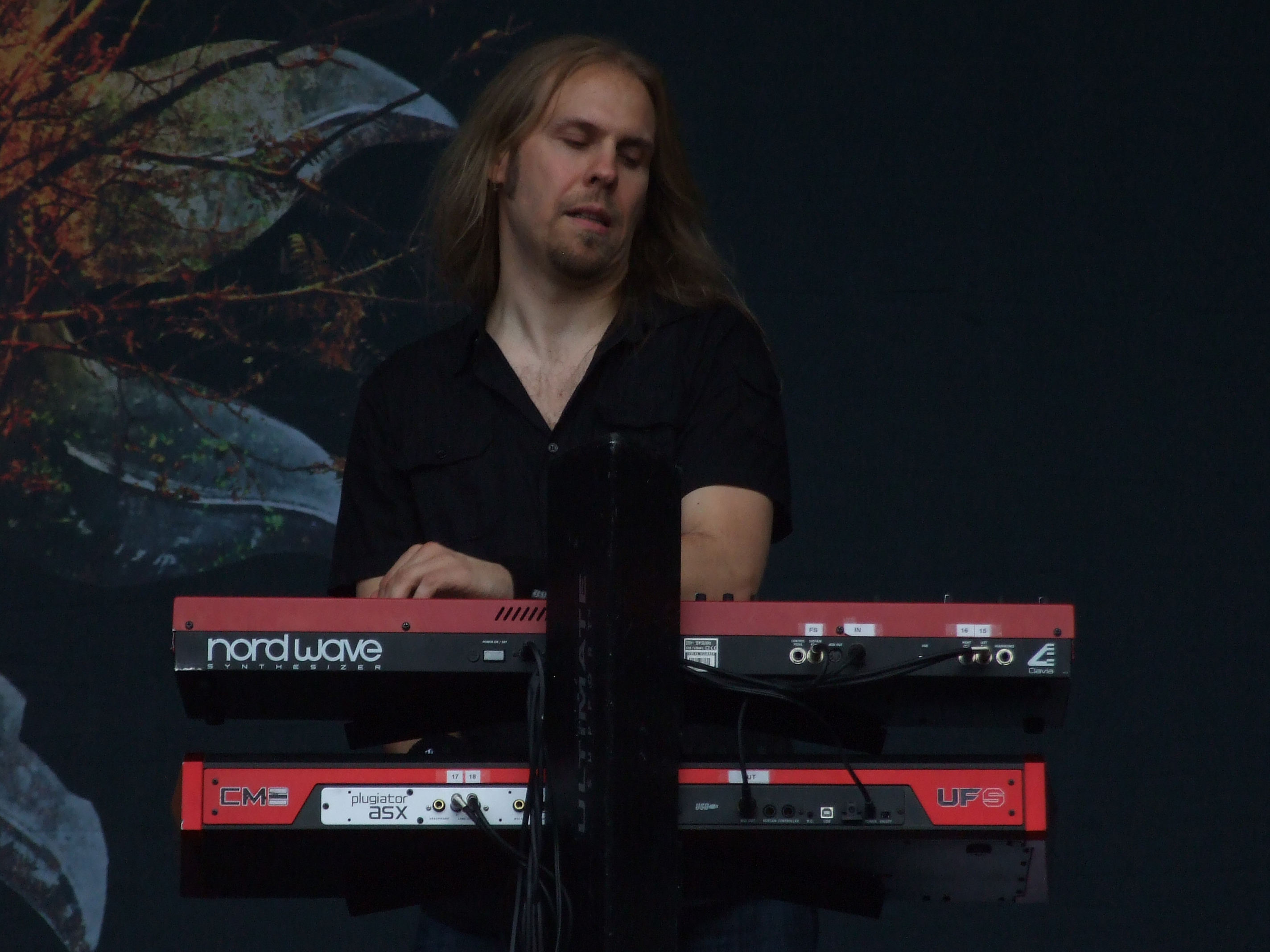
Santeri Kallio på Qstock i Uleåborg, Finland 2009
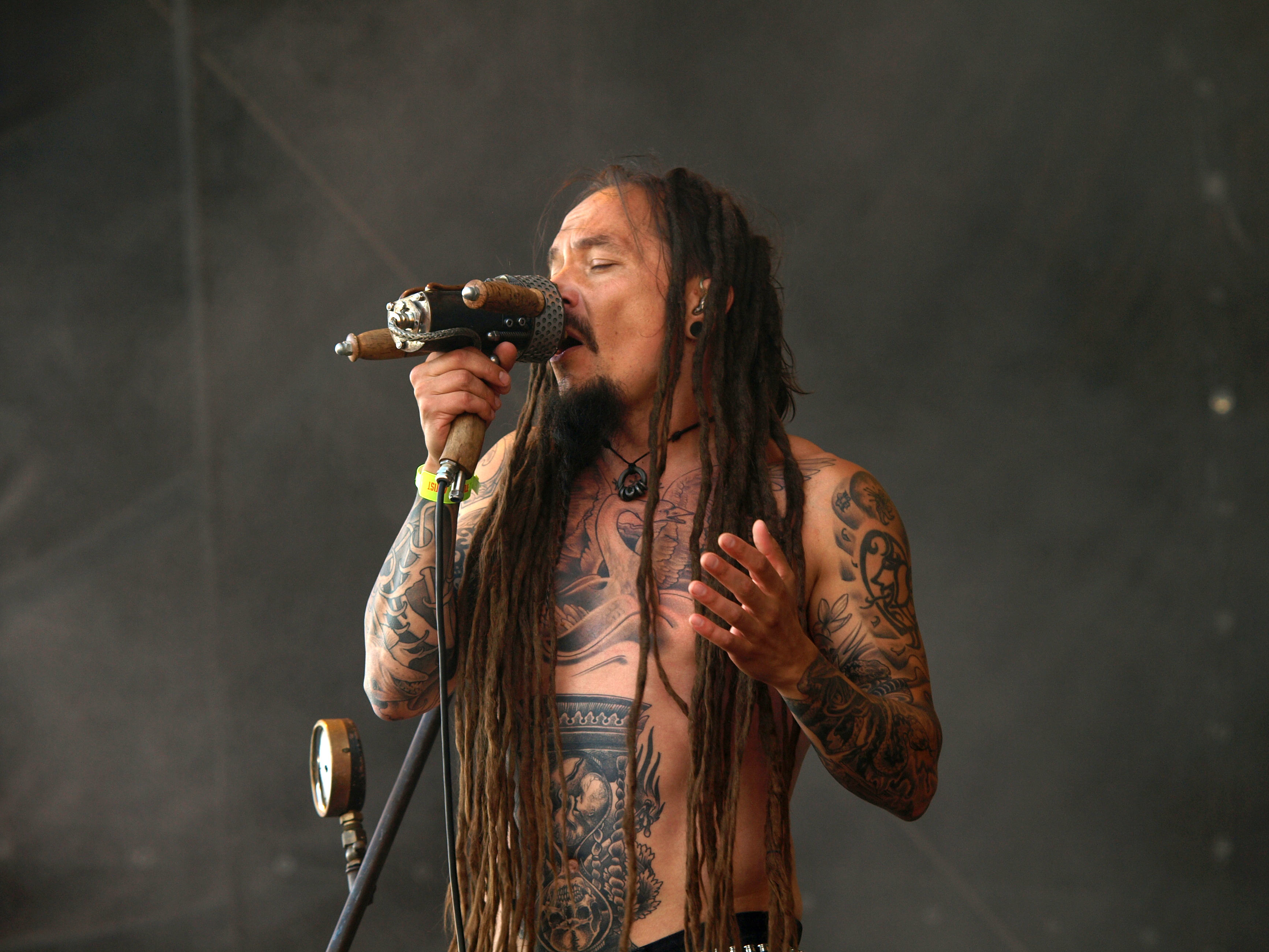
Tomi Joutsen på Tuska Open Air 2013

### Tidigare medlemmar
- Kasper Mårtenson – keyboard (1993–1994)
- Pekka Kasari – trummor (1995–2003)
- Kim Rantala – keyboard (1995–1998)
- Pasi Koskinen – sång (1995–2004)
- Niclas Etelävuori – basgitarr, bakgrundssång (2000–2017)

### Turnerande medlemmar
- Sakari Kukko – saxofon, flöjt (2012– )
- Ville Tuomi – sång (1994–1995, 2010)
- Marko Waara – sång (1995)
- Markku Niiranen – rytmgitarr (1996)
- Santeri Kallio – keyboard (1998)
- Janne Puurtinen – keyboard (1998)
- Juha-Pekka Leppäluoto – sång (2004)
- Olli-Pekka Laine – basgitarr (2010)
- Jussi Ahlroth – basgitarr (2010)
- Pekka Kasari – trummor (2010)
- Kim Rantala – keyboard (2010)
- Kasper Mårtenson – keyboard (2010)
- Pasi Koskinen – sång (2010)
- Mari Multanen – bakgrundssång (2012–2013)

## Diskografi

### Studioalbum
- The Karelian Isthmus (1993)
- Tales from the Thousand Lakes (1994)
- Elegy (1996)
- Tuonela (1999)
- Am Universum (2001)
- Far From the Sun (2003)
- Eclipse (2006)
- Silent Waters (2007)
- Skyforger (2009)
- Magic & Mayhem: Tales From the Early Years (2010)
- The Beginning of Times (2011)
- Circle (2013)
- Under the Red Cloud (2015)
- Queen of Time (2018)
- Halo (2022)

### EP
- Disment of Soul (1991)
- Privilege of Evil (1993)
- Black Winter Day - (1994)
- My Kantele (1997)

### Singlar
- "Disment of Soul" (demo) (1991)
- "Vulgar Necrolatry / Misery Path" (1991)
- "Divinity / Northern Lights" (1999)
- "Alone" (2001)
- "Day of Your Beliefs" (2003)
- "Evil Inside" (2003)
- "House of Sleep" (2005)
- "Silent Waters" (2007)
- "Silver Bride" (2009)
- "From the Heaven of My Heart" (2009)
- "You I Need" (2011)
- "Hopeless Days" (2013)
- "The Wanderer" (2013)
- "Death of a King" (2015)
- "Sacrifice" (2015)
- "The Bee" (2018)
- "Wrong Direction" (2018)
- "Amongst Stars" (2018)
- "Brother And Sister" (2021)
- "The Moon" (2021)

### Samlingsalbum
- Story - 10th Anniversary (2000)
- Chapters (CD+DVD) (2003)
- Best of Amorphis (2013)
- His Story - Best Of (2016)